# Perissopus oblongatus
Perissopus oblongatus är en kräftdjursart. Perissopus oblongatus ingår i släktet Perissopus och familjen Pandaridae. Inga underarter finns listade i Catalogue of Life.